# Liste der denkmalgeschützten Objekte in Grödig
Die Liste der denkmalgeschützten Objekte in Grödig enthält die 7 denkmalgeschützten, unbeweglichen Objekte der Gemeinde Grödig.

## Denkmäler
| Foto |                 | Denkmal                                                                 | Standort                                  | Beschreibung | Metadaten |
| ---- | --------------- | ----------------------------------------------------------------------- | ----------------------------------------- | --- | --- |
| ja   | Datei hochladen | Gedächtnissäulen beim Untersbergmuseum HERIS-ID: 15819 Objekt-ID: 12065 | Kugelmühlweg 4 Standort KG: Glanegg       | Die Säulen stehen im Untersbergmuseum, das den Marmorabbau dokumentiert. | BDA-Hist.: Q37798815 Status: § 2a Stand der BDA-Liste: 2025-06-30 Name: Gedächtnissäulen beim Untersbergmuseum GstNr.: 506 Gedächtnissäulen, Untersbergmuseum    |
| ja   | Datei hochladen | Schloss Glanegg HERIS-ID: 15588 Objekt-ID: 11834                        | Schloß Glanegg 1 Standort KG: Glanegg     | An der Stelle des Schlosses befand sich schon nach 900 ein wehrhafter Turm, die Anlage wurde dann im Spätmittelalter ausgebaut. Es ist ein hoher, fünfstöckiger Bau mit steilem Satteldach und einem trumartigwen Risaliten. Die Türen sind mit Untersberger Marmor verkleidet. | BDA-Hist.: Q2241195 Status: Bescheid Stand der BDA-Liste: 2025-06-30 Name: Schloss Glanegg GstNr.: .16 Schloss Glanegg, Grödig                                   |
| ja   | Datei hochladen | Kraftwerk Eichetmühl mit Wohnhaus HERIS-ID: 15603 Objekt-ID: 11849      | Eichetmühlweg 2 und 3 Standort KG: Grödig | Seit dem 15. Jahrhundert bestand an dieser Stelle die Azetmühle (später Aichetmühle), eine Getreidemühle mit Sägewerk im Besitz des Salzburger Domkapitels. 1898 wurde die Sägemühle von den Städtischen Elektrizitätswerken Salzburg erworben und zu einem Wasserkraftwerk umgebaut. Der Betrieb wurde 1899 aufgenommen. Heute produziert das Kraftwerk mit der aus 1908 stammenden Ausrüstung noch immer Strom und ist ein historisch wertvolles Industriedenkmal. | BDA-Hist.: Q37789932 Status: Bescheid Stand der BDA-Liste: 2025-06-30 Name: Kraftwerk Eichetmühl mit Wohnhaus GstNr.: 287, 286/1 Kraftwerk Eichetmühl            |
| ja   | Datei hochladen | Wallfahrtskirche St. Leonhard HERIS-ID: 15815 Objekt-ID: 12061          | bei Gutratweg 2 Standort KG: Grödig       | Die Wallfahrtskirche steht in der Ortsmitte von St. Leonhard vom Friedhof umgeben auf einem Hügel. Das schlichte Langhaus mit einem Satteldach ist spätgotisch. Der viergeschoßige Westturm wurde 1643/44 errichtet und erhielt 1738 die Doppelzwiebel. Die Kanzel stammt aus dem Jahr 1692; Hochaltar und Seitenaltäre aus Marmor entstanden 1850. | BDA-Hist.: Q37798795 Status: § 2a Stand der BDA-Liste: 2025-06-30 Name: Wallfahrtskirche St. Leonhard GstNr.: 744/1 Wallfahrtskirche St. Leonhard, Grödig        |
| ja   | Datei hochladen | Pfarrhof HERIS-ID: 15594 Objekt-ID: 11840                               | Schützenstraße 3 Standort KG: Grödig      | Der zweigeschoßige Pfarrhof mit einem Krüppelwalmdach stammt im Kern aus dem 16. Jahrhundert und erhielt 1625 sein Obergeschoß. | BDA-Hist.: Q37789748 Status: § 2a Stand der BDA-Liste: 2025-06-30 Name: Pfarrhof GstNr.: 100 Pfarrhof Grödig                                                     |
| ja   | Datei hochladen | Kath. Pfarrkirche Mariae Verkündigung HERIS-ID: 15812 Objekt-ID: 12058  | Schützenstraße 3 Standort KG: Grödig      | Die Pfarrkirche steht im Nordwesten der Gemeinde. Das Langhaus und der hohe Südostturm sind im Kern romanisch, der spätgotische Chor entstand Anfang des 16. Jahrhunderts. Der Turm wurde zuletzt im Jahr 1872 erhöht, die Kirche nach Bränden und Kriegsschäden mehrfach restauriert. Der Marmorhochaltar und die Seitenaltaraufbauten stammen aus dem Jahr 1809.                                                                                                   | BDA-Hist.: Q37798765 Status: § 2a Stand der BDA-Liste: 2025-06-30 Name: Kath. Pfarrkirche Mariae Verkündigung GstNr.: 99 Pfarrkirche Mariae Verkündigung, Grödig |
| ja   | Datei hochladen | Nepomukkapelle HERIS-ID: 15811 Objekt-ID: 12057                         | Standort KG: Grödig                       | Die Statue des heiligen Johannes Nepomuk aus dem 18. Jahrhundert steht in einem Bildstock aus dem Jahr 1964. | BDA-Hist.: Q37798746 Status: § 2a Stand der BDA-Liste: 2025-06-30 Name: Nepomukkapelle GstNr.: 881/1                                                             |